# Lužnica
Lužnica falu Horvátországban, Zágráb megyében. Közigazgatásilag Zaprešićhez tartozik.

## Fekvése
Zágráb központjától 16 km-re északnyugatra, községközpontjától 1 km-re nyugatra, Zaprešić és Brdovec között fekszik. 

## Története
Luzsnicát írott forrás 1673-ban említi először. A mai egyemeletes háromszárnyú barokk kastélyt vélhetően egy korábbi kastély helyén a 18. század elején kezdték építeni. A birtok első tulajdonosa a Csikulin család volt. Az itáliai származású család gazdagságának megalapozója Csikulin Gyula a vinodoli Zrínyi birtokok intézője volt. Miután Zrínyi Miklós lopással vádolta meg el kellett hagynia álláshelyét és 1612-ben felesége Rátkay Zsófia luzsnicai birtokára költözött. Kereskedőként egyre nagyobb vagyonra tett szert és a kicsiny luzsnicai birtokot a valamikori szomszédvár-stubicai uradalomból egyre nagyobb területek megvásárlásával jelentős birtokká gyarapította. A család 1706-ra a grófi rangot is elérte. A 18. században, a luzsnicai birtokot megosztották a Csikulin és a Sermage-Moscon család között, majd az egész birtok a Sermage-Moscon családé lett. A kastélyról szóló legrégibb dokumentum 1761-ből való és a mai is látható kastélykápolna felszentelésével kapcsolatos. A 18. század végén a kastély a Rauch családé lett, akik 1791-ben késő barokk stílusban teljesen átépítették és a család székhelyévé tették. Az épületegyüttes lényegében ekkor nyerte el mai formáját. 1925-ben a család utolsó tagja báró Rauch Géza halála után özvegye a Szent Vince rendi nővéreknek adományozta. Azóta a vincés nővérek öregek otthona és kórháza működött benne, de 2005-ben kulturális és lelki központtá alakították át. A településnek 1880-ban 98, 1910-ben 40 lakosa volt. Trianon előtt Zágráb vármegye Zágrábi járásához tartozott. 2011-ben 40 lakosa volt.

## Lakosság
| Lakosság változása | Lakosság változása | Lakosság változása | Lakosság változása | Lakosság változása | Lakosság változása | Lakosság változása | Lakosság változása | Lakosság változása | Lakosság változása | Lakosság változása | Lakosság változása | Lakosság változása | Lakosság változása | Lakosság változása | Lakosság változása |
| ------------------ | ------------------ | ------------------ | ------------------ | ------------------ | ------------------ | ------------------ | ------------------ | ------------------ | ------------------ | ------------------ | ------------------ | ------------------ | ------------------ | ------------------ | ------------------ |
| 1857               | 1869               | 1880               | 1890               | 1900               | 1910               | 1921               | 1931               | 1948               | 1953               | 1961               | 1971               | 1981               | 1991               | 2001               | 2011               |
| 0                  | 0                  | 98                 | 83                 | 48                 | 40                 | 68                 | 58                 | 96                 | 67                 | 91                 | 89                 | 65                 | 64                 | 62                 | 40                 |

## Nevezetességei
A Rauch-kastély egyemeletes U alakú barokk épület sarkain kerek tornyokkal. Főhomlokzata délnyugatra néz, míg a főbejárat az ellenkező oldalon van, ahol az épületszárnyak egy bejárati előteret öveznek. Az első emelet magasságában, a tető alatti részen, figurális dombormű díszítmények, férfi- és nőalakok mellszobrai láthatók. Belül található az 1761-ben felszentelt rokokó oltárral ékesített, barokk Szent Kereszt-kápolna. Érdekesség még az 1791-ben készített  fából faragott főlépcsőzet és a központ terem beépített barokk szekrényei. A régi berendezésből rajtuk kívül csak néhány cserépkályha maradt fenn. Az udvar belső sarkaiba utólagosan a 19. században neogótikus építményeket helyeztek. A kastélyt nyolc hektáros, tóval ékesített nagy angolpark övezi. Sétányainak hossza eléri a két és fél kilométert. Területén rendszeresen tartanak gyermekprogramokat, családi rendezvényeket.